# Автобан A15 (Німеччина)
Федеральний автобан A15 (A15, нім. Bundesautobahn 15) — німецький автобан на сході ФРН, також називається Шпревальдавтобан. Це частина європейського маршруту 36 (абревіатура: E 36).

## Маршрут
З’єднує Шпреевальдську розв'язку на A13 з  Форстом і проходить повз Люббенау, Фечау та Котбус до німецько-польського кордону в Кляйн-Бадемойзелі. Продовженням A15 на території Польщі є місцева A18, яка після 78 км біля Болеславеця (Bolesławiec) вливається в A4, що йде з Герліца (Zgorzelec) і прямує до Вроцлава (Wrocław), Катовиці (Katowice) і Кракова (Kraków). Незважаючи на те, що автомагістраль пролягає в основному в напрямку захід-схід, вона пронумерована непарним числом, на відміну від звичайної системи, за якою інакше проходять лише автомагістралі з півночі на південь.

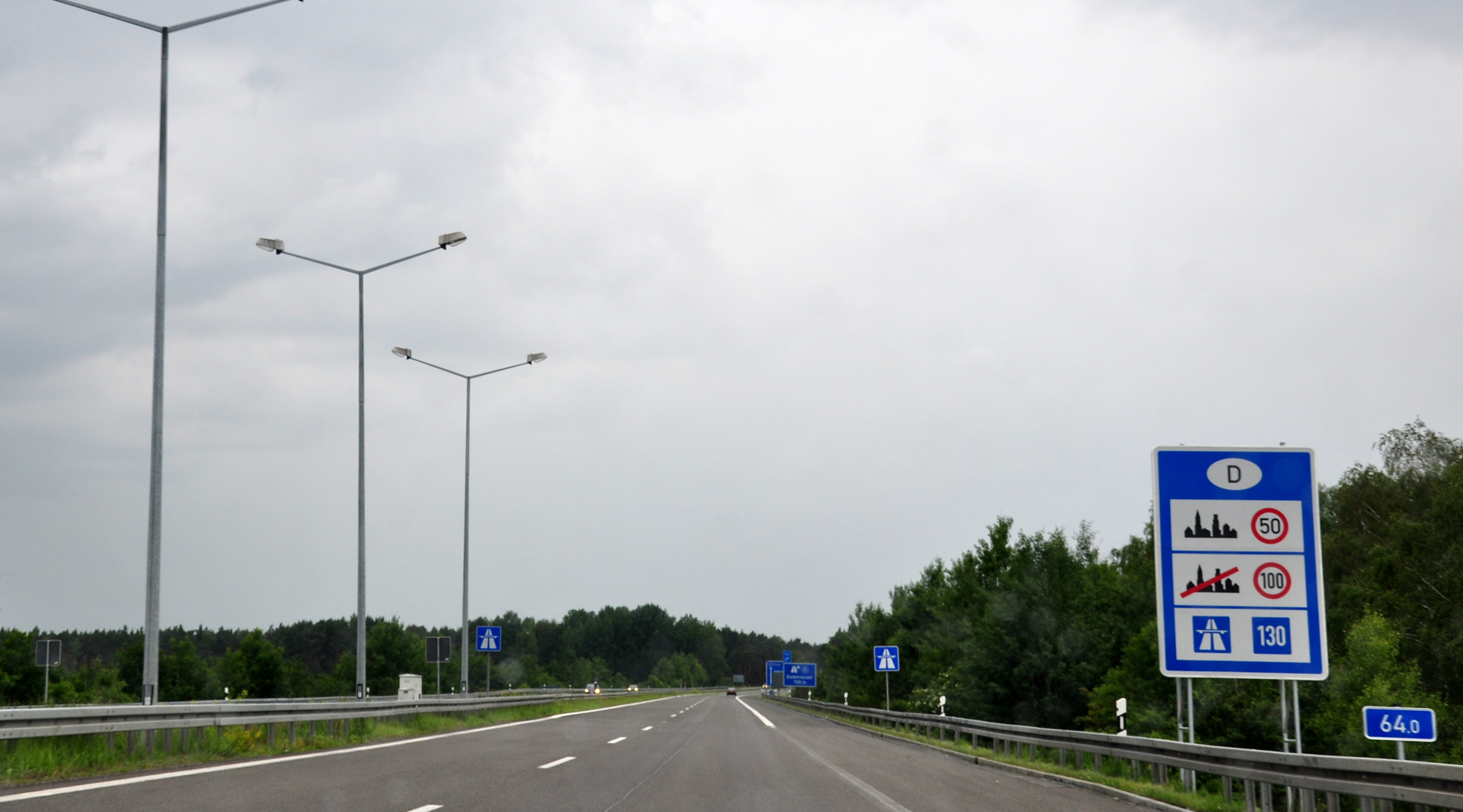
Початок автостради А15 на Берлін на німецько-польському кордоні.